# Роджер II де Клиффорд
Роджер (II) де Клиффорд (англ. Roger de Clifford; ок. 1221 — до 3 апреля 1286) — феодальный барон де Клиффорд из Тенбери с 1230/1231 года, лорд Валлийской марки и английский военачальник, судья по лесным делам к югу от Трента в 1265—1270 и 1277—1280 годах, юстициарий Уэльса в 1279—1282 годах.
Представитель младшей линии англо-нормандского рода Клиффордов, один из баронов Валлийской марки. Владел землями в Вустершире, Херефордшире и Беркшире. В юности был одним из рыцарей на службе у Ричарда де Клера, 6-го графа Глостера, позже оказался в ближайшем окружении будущего английского короля Эдуарда I. Во время второй баронской войны в Англии сначала принял сторону Симона де Монфора, 6-го графа Лестера, вождя баронской оппозиции королю, однако позже примирился с королём Генрихом III и хранил ему верность. В 1263 году Клиффорд попал в плен к Монфору в битве при Льюисе, но его, как и других лордов марки, освободили с условием участия в работе парламента Монфора по призыву. Однако барон эти условия не соблюдал, а полученную свободу использовал для сбора в Валлийской марке армии для короля. В 1265 году участвовал в битве при Ившеме, в которой армия Симона де Монфора была разбита, а сам граф погиб.
За верность королю и наследнику Клиффорд получил ряд земель, ранее принадлежавших мятежникам. Он был назначен судьёй по лесным делам к югу от Трента и занимал эту должность последующие 16 лет. Также барон стал констеблем Глостерского замка и получал разные назначения на королевской службе. Благодаря женитьбе своего сына на богатой наследнице, получил под управление обширные земельные владения в Уэстморленде, включая замки Эпплби и Брогем. Эти владения составили основу будущего могущества рода Клиффордов.
В 1270 году Клиффорд сопровождал принца Эдуарда в Девятый крестовый поход. После возвращения остался на службе у ставшего королём Эдуарда I в Уэльсе, где в 1279—1282 году занимал пост юстициария. Во время восстания недовольных политикой короля валлийцев Клиффорд попал в плен, свободу получил только после окончательной победы англичан. Несмотря на обширные владения, в последние годы жизни Клиффорд, судя по всему, испытывал финансовые затруднения. Умер не позже 1286 года, пережив своего сына. Наследником барона стал малолетний внук Роберт де Клиффорд, который в 1299 году был призван в английский парламент как 1-й барон де Клиффорд.

## Биография

### Происхождение и молодые годы
Роджер происходил из знатного англо-нормандского рода Клиффордов. Его прадед, Уолтер I де Клиффорд был феодальным бароном Клиффорда и владел поместьями в Херефордшире, Беркшире и ряде других областей в Валлийской марке, её центром был замок Клиффорд в Херефордшире, давший название роду. Он оставил несколько сыновей и дочь, Розамунду Клиффорд, которая была любовницей короля Англии Генриха II Плантагенета. Его сын, Уолтер II де Клиффорд, оставил несколько сыновей. Старший, Уолтер III де Клиффорд (ум. 1263), унаследовал феодальную баронию Клиффорд, включая замок Клиффорд, но часть отцовских владений унаследовал второй сын, Роджер I де Клиффорд, ставший родоначальником младшей линии рода. Основным местопребыванием его было поместье Тенбери Уэллс в Вустершире.
Роджер I, был женат на Сибилле, дочери Роберта Юаса и вдове Роберта де Трегоза и Уильяма Ньюмарчского. От этого брака родилось двое сыновей: Роджер II и Хьюго.
Роджер Клиффорд родился около 1221 года. В 1230 году его отцу была предоставлена опека над Авизой, дочерью Джона Ботерела, на которой позже женили его Роджера. Его отец умер в 1230/1231 году. Примерно до 1242 года он находился под опекой своего дяди, Уолтера III де Клиффорда, после чего он вступил в управление своим наследством, в которое входили земли в Вустершире, Херефордшире и Беркшире. В 1248 году под его управление была передана также ежегодная ярмарка в Тенбери. В юности Роджер был одним из рыцарей на службе у Ричарда де Клера, 6-го графа Глостера. В 1248 году он сопровождал графа во время его паломничества, а в 1254 году вместе с ним присоединился к королю Генриху III в Гаскони.

### Вторая баронская войнав Англии
В конце 1258 года Роджер был одним из рыцарей, которые поддерживали наследника английского престола, принца Эдуарда (будущего короля Эдуарда I), против баронов, поддержавших «Оксфордские провизии». В 1259 году он сопровождал короля Генриха III во Францию для переговоров с королём Людовиком IX. Во время отсутствия короля в Англии Эдуард назначил Клиффорда бейлифом трёх стратегически важных валлийских замков — Скенфрита, Уайта и Гросмонта, однако 18 мая 1260 года, после возвращения Генриха III, Роджер был смещён с должности. В 1262 году принц Эдуард обвинил в растрате доходов от своих владений во время его отсутствия своего стюарта Роджера де Лейбёрна. Клиффорд оказался среди тех, кто не поверил в виновность Лейбёрна, в результате чего он перешел на сторону Симона де Монфора, 6-го графа Лестера, вождя баронской оппозиции королю.
В 1263 году он присоединился к повстанческим отрядам Монфора и вместе с Лейбёрном разорял Валлийские марки, захватив Бристоль и Херефорд. В мае 1263 года Клиффорд в качестве представителя лордов Марки написал королю письмо, в котором потребовал поддержать «Оксфордские провизии». В августе король запретил ему и его соратникам участвовать в рыцарских турнирах и поднимать оружие без королевского дозволения, однако Клиффорд вместе с другими мятежными баронами участвовал в различных вооружённых столкновениях в Валлийской марке. В начале июня он вместе с Роджером Лейбёрном, Джоном Гиффардом и некоторыми другими мятежниками захватили в кафедральном соборе Херефорда епископа Петра Эгебланшского — одного из иностранцев на королевской службе. Кроме того, возможно, Клиффорду удалось захватить королевский Глостерский замок. После захвата в июле 1263 года Симоном де Монфором власти в Англии Роджер был назначен констеблем замков Мальборо и Ладжершолл в Уилтшире.
К августу 1263 года Клиффорд примирился с Генрихом III и был помилован, получив в декабре назначение шерифом Глостершира. После этого он сохранял верность королю во время начавшихся военных действий. 5 апреля 1264 года он участвовал в осаде Нортгемптона, где захватил в плен Симона де Монфора Младшего. Но во время битвы при Льюисе 14 мая, в которой армия Симона де Монфора Старшего разбила королевскую армию, Роджер попал в плен. Позже Клиффорда, как и других лордов Марки, освободили с условием, что они будут участвовать в работе парламента Монфора, когда будут туда вызваны по призывной грамоте, однако эти условия он не соблюдал. Полученную свободу он использовал для сбора армии для короля в Валлийских марках. Вместе с Роджером Мортимером Клиффорд захватил Глостер, Бриджнорт и Мальборо. В парламенте было отмечено, что он не явился по призыву, а также воевал против Монфора, за что был объявлен изгнанником. В октябре Клиффорт осадил в замке Ханли Гилберта де Клера, 7-го графа Глостера, сына своего бывшего нанимателя. В декабре Клиффорд был вынужден сдать замок Глостер Гилберту де Клеру и Симону де Монфору и пообещал отправиться в Ирландию, однако в итоге остался в Англии, ведя военные действия против мятежников. Весной 1265 года своевременное появление войск Клиффорда и Роджера Лейбёрна предотвратило задержание бежавшего из заключения в замке Херефорд принца Эдуарда, позже он принимал участие в переговорах Эдуарда с баронами. Утром 1 августа он призвал принца напасть на баронскую армию, стоящую около замка Кенилуэрт. Есть свидетельства о том, что Клиффорд схватил штандарт Эдуарда, проявлявшего нерешительность, и лично возглавил внезапную атаку, в результате чего армия мятежников была рассеяна. 4 августа Клиффорд сражался в битве при Ившеме, в которой королевская армия разгромила мятежных баронов. Он пощадил захваченного в плен Джона Фиц-Джона — одного из немногих сторонников Монфора, оставшихся в живых. Позже Клиффорд принимал участие в умиротворении Англии.
За верную службу королю и его наследнику Клиффорд был вознаграждён. В августе 1265 он был назначен судьёй по лесным делам к югу от Трента, занимая эту должность в последующие 16 лет (с перерывом в 1270—1276 годах, когда эту должность занимал его сын, Роджер Младший). Также он был констеблем Глостерского замка и получал разные назначения в небольшие королевские службы. Его дважды отправляли в марки выслушивать жалобы от имени короля. В 1261 году ему была назначена пенсия в 50 марок в год, а 3 года спустя — земли в баронии Монмут с доходом в 100 марок. После победы при Ившеме Клиффорд получил конфискованные у мятежных баронов земли в Уорикшире, Лестершире и некоторых других областях. Также ему был прощён долг короне в 400 фунтов. Кроме того, Клиффорду была поручена опека над Изабеллой, одной из дочерей мятежного барона Роберта де Випонта, на которой он женил своего наследника. Опека над другой дочерью Випонта, Идонеей, была поручена Роджеру Лейбёрну, женившего на ней своего сына. Владения Випонтов были разделены между двумя наследницами, но есть свидетельства, что Клиффорд и Лейбёрн вскоре начали ссориться из-за своих долей наследства. Споры закончились уже после смерти Клиффорда в 1309 году, когда его внук, Роберт де Клиффорд, смог заключить договор с Идонеей де Випонт, сестрой его матери, и её вторым мужем Джоном де Кромвелем, в результате чего он получил оставшиеся владения Випонтов.

### На службе у Эдуарда I
В 1270 году Клиффорд отправился с принцем Эдуардом в Крестовый поход. После того как он принял крест, ему было обещано, что он получит под опеку какую-нибудь подопечную, имеющую доход не менее 500 фунтов в год. В 1272 году Клиффорд был назначен одним из исполнителей завещания, написанного Эдуардом в Акре.
Во время возвращения из Крестового похода Клиффорд женился вторично, однако личность его жены достоверно не установлена. В некоторых источниках она называется «графиней из Леретт» или «графиней из Лауретании». О ней известно только то, что она пережила мужа и умерла в 1301 году, после чего была похоронена в Вустерском соборе.
Во время отсутствия Эдуарда в 1272 году умер король Генрих III, после чего он стал королём Англии под именем Эдуарда I. Вернувшись в Англию, Клиффорд продолжал ему служить. В 1274 году он был отправлен вместе с Уильямом де Бошаном в Уэльс с комиссией, которой предписывалось осмотреть состояние границы и проведение репараций за нарушение мира. В том же году он заключил перемирие с валлийским князем Лливелином ап Грифидом. Осенью 1275 года Клиффорд отправился в качестве посла во Францию, где представлял своего короля во французском парламенте. Там ему было поручено объяснить французскому королю Филиппу III, почему Эдуард I отказывается выступать в качестве арбитра в споре между герцогом Бургундским и графом Невера.
В 1276 году Клиффорд сопровождал восставшего гасконского феодала Гастона VII Беарнского на заседание парламента в Вестминстер, где тот должен был держать ответ перед королём. В том же году у бейлифов Клиффорда произошёл конфликт с посланником короля, во время которому угрожали смертью. В результате Роджер временно лишился поста констебля замка Ирдисли в Херефордшире.
В 1277—1280 году Клиффорд вновь был судьёй по лесным делам, а в 1279 был назначен юстициарием Уэльса. В последнем качестве он злоупотреблял своей властью. В частности, жители Истрад Алина  в Флинтшире жаловались, что он заставлял их платить за свои права и привилегии 20 марок, а также насаждал вместо валлийских законов английский обычай использовать 12 присяжных
В 1282 году в Уэльсе неожиданно началось восстание. 22 марта, в канун вербного воскресенья, Давид ап Грифид, брат Лливелина и бывший союзник английского короля, напал на Харденский замок, где вырезал гарнизон. Во время этого нападения Клиффорд был тяжело ранен и захвачен в плен Давидом, который поставил в вину тот факт, что юстициарий повесил одного из его людей за преступление, которое по валлийским законам ненаказуемо. Клиффорда перевезли в Сноудон, из-за чего не участвовал в последующей военной кампании Эдуарда I в Уэльсе. В том же году, 6 ноября, в битве при Менае в Англси погиб его сын и наследник, Роджер Младший. После гибели  Лливелина Давид отправил Клиффорда к Эдуарду I, желая заключить мир, однако король требовал от валлийского князя полного подчинения и вернул Роджера в плен. Свободу он получил только после окончательной победы англичан в 1283 году.

### Последние годы и наследство
Клиффорд был жив ещё в 1284 году, когда сделал пожалование в 10 фунтов Вествудскому монастырю в Вустершире, а также поселил своего младшего внука, Роджера, в маноре Северн Сток. Возможно, что в это же время Клиффорд основал часовню в приходской церкви.
Несмотря на обширные владения, в последние годы жизни Клиффорд, судя по всему, испытывал финансовые затруднения. В конце 1270-х он продал недвижимость в Лондоне на 300 марок. В декабре 1283 года Эдуард I простил Клиффорду и его наследникам половину просроченной задолженности королю.
Клиффорд умер не позже 3 апреля 1386 года, когда его имущество было конфисковано за долги перед короной, хотя вдовья доля его жены была ей оставлена. Поскольку он пережил своего сына, Роджера Младшего, наследником стал его внук Роберт, который в момент смерти деда был малолетним. Позже он унаследовал ещё обширные земельные владения в Уэстморленде своей матери, Изабеллы де Випонт, включая замки Эпплби и Брогем, которые составили основу могущества рода. В 1299 году Роберт был вызван в английский парламент как 1-й барон де Клиффорд.
Роджер был похоронен в аббатстве Дор в Херефордшире.

## Брак и дети
1-я жена: Авиза Боттерел, дочь Джона Ботерела. Дети:
- Роджер (III) де Клиффорд (умер 6 ноября 1282)[6].

Возможно, у Роджера была ещё дочь, которая могла быть первой женой Фулька IV Фиц-Уорина (ум. 14 мая 1264).
2-я жена: приблизительно с 1273 года «графиня из Лауретании» (умерла 1301). Её имя и точное происхождение неизвестно.